# Luís Vidigal
José Luís da Cruz Vidigal (* 15. März 1973 in Sá da Bandeira) ist ein ehemaliger portugiesischer Fußballspieler und spielte auf der Position eines Mittelfeldspielers. Im Jahr 2000 gewann er mit Sporting Lissabon die portugiesische Meisterschaft.

## Karriere
Vidigal startete seine Karriere beim damaligen portugiesischen Erstligisten GD Estoril. Nach einer Saison wechselte er zum portugiesischen Traditionsverein Sporting Lissabon und  kam hier regelmäßig zum Einsatz. In seiner letzten Saison (1999/2000) bei Sporting Lissabon gewann der Verein den Meistertitel und den portugiesischen Super-Cup. Trotz dieser Erfolge wechselte Vidigal danach zum SSC Neapel. In diesem Verein kam er anfangs kaum zum Einsatz in der Serie A und am Ende der Saison belegten die Neapolitaner einen Abstiegsplatz. In der darauf folgenden Spielzeit in der Serie B reifte Vidigal zum Stammspieler. 2004/05 wechselte Vidigal in die Serie A zur AS Livorno, bei welchem er zur Stammformation gehörte. Nach einer kurzen Station bei Udinese Calcio in der Saison 2005/06 wechselte er wieder zurück zur AS Livorno. 2008 verließ er diesen Verein und wechselte nach Portugal zu Estrela Amadora. Dort beendete er ein Jahr später seine Laufbahn.
Vidigal bestritt insgesamt 15 Länderspiele für Portugal und war während der EURO 2000 Stammspieler.

## Erfolge
- 1 × Portugiesischer Fußball-Meister mit Sporting Lissabon in der Saison 1999/2000
- 1 × Portugiesischer Super-Cup mit Sporting Lissabon in der Saison 1999/2000
- 1 × Halbfinalteilnahme mit der portugiesischen Nationalmannschaft bei der EURO 2000